# Дзевера
Дзевера (груз. ძევერა) — село в Грузии, на территории Горийского муниципалитета края (мхаре) Шида-Картли.

## География
Село находится в центральной части Грузии, вблизи места впадения реки Малая Лиахви в Большую Лиахви, на расстоянии приблизительно 10 километров (по прямой) к северо-северо-западу от города Гори, административного центра муниципалитета. Абсолютная высота — 725 метров над уровнем моря.

## Население
По результатам официальной переписи населения 2014 года в Дзевере проживало 1141 человек (569 мужчин и 572 женщины). В национальной структуре населения грузины составляли 97,5 %, армяне — 1,2 %, осетины — 0,5 %.
| Год  | Население, человек |
| ---- | ------------------ |
| 2002 | 1367               |
| 2014 | ↘ 1141             |